# Hidalgo, Michoacán
Hidalgo là một đô thị thuộc bang Michoacán, México. Năm 2005, dân số của đô thị này là 110311 người.